# Огожелець (Польковицький повіт)
Огожелець (пол. Ogorzelec) — село в Польщі, у гміні Грембоциці Польковицького повіту Нижньосілезького воєводства. Населення — 77 осіб (2011).
У 1975-1998 роках село належало до Легницького воєводства.

## Демографія
Демографічна структура станом на 31 березня 2011 року:
|          | Загалом | Допрацездатний вік | Працездатний вік | Постпрацездатний вік |
| -------- | ------- | ------------------ | ---------------- | -------------------- |
| Чоловіки | 42      | 13                 | 24               | 5                    |
| Жінки    | 35      | 8                  | 17               | 10                   |
| Разом    | 77      | 21                 | 41               | 15                   |